# Megapselaphus luzonica
Megapselaphus luzonica là một loài bọ cánh cứng trong họ Melandryidae. Loài này được Heller miêu tả khoa học năm 1921.